# Gari (obwód smoleński)
Gari (ros. Гари) – wieś (ros. деревня, trb. dieriewnia) w zachodniej Rosji, w osiedlu wiejskim Ponizowskoje rejonu rudniańskiego w obwodzie smoleńskim.

## Geografia
Miejscowość położona jest nad Czeriebiesną i ruczajem Biezymiannyj, 17 km od granicy z Białorusią, przy drodze regionalnej 66N-1610 (66K-30 – Szmyri), 11,5 km od drogi regionalnej 66K-30 (Diemidow – Ponizowje – Zaozierje), 6,5 km od drogi regionalnej 66K-28 (Diemidow – Rudnia), 16 km od centrum administracyjnego osiedla wiejskiego (sieło Ponizowje), 29,5 km od centrum administracyjnego rejonu (Rudnia), 67 km od Smoleńska.
W granicach miejscowości znajduje się ulica Pobiedy (21 posesji).

## Historia
W czasie II wojny światowej od lipca 1941 roku dieriewnia była okupowana przez hitlerowców. Wyzwolenie nastąpiło w październiku 1943 roku.
Uchwałą z dnia 20 grudnia 2018 roku w skład jednostki administracyjnej Ponizowskoje weszły wszystkie miejscowości zlikwidowanego osiedla wiejskiego Klarinowskoje (w tym Gari).

## Demografia
W 2010 r. miejscowość zamieszkiwało 26 osób.